# In the Eyes of a Stranger
In the Eyes of a Stranger (conocida en España como A los ojos de un extraño) es una película de drama de 1992, dirigida por Michael Toshiyuki Uno, escrita por Warren Taylor, musicalizada por Tom Bähler, en la fotografía estuvo David Geddes y los protagonistas son Richard Dean Anderson, Justine Bateman y Géza Kovács, entre otros. El filme fue realizado por Avenue Pictures y Hearst Entertainment Productions, se estrenó el 7 de abril de 1992.

## Sinopsis
Lynn está bajo la protección de la policía, porque, supuestamente, sabe dónde se ubica una gran cantidad de plata procedente de un atraco.